# I. e. 199
Évszázadok: i. e. 3. század – i. e. 2. század – i. e. 1. század
Évtizedek: i. e. 240-es évek – i. e. 230-as évek – i. e. 220-as évek – i. e. 210-es évek – i. e. 200-as évek – i. e. 190-es évek – i. e. 180-as évek – i. e. 170-es évek – i. e. 160-as évek – i. e. 150-es évek – i. e. 140-es évek
Évek: i. e. 204 – i. e. 203 – i. e. 202 – i. e. 201 –  i. e. 200 – i. e. 199 – i. e. 198 – i. e. 197 – i. e. 196 – i. e. 195 – i. e. 194

## Események

### Hellenisztikus birodalmak
- Az ötödik szíriai háborúban III. Antiokhosz szeleukida király elfoglalja Szidónt és befejezi Dél-Szíria megszállását.

### Róma
- Lucius Cornelius Lentulust és Publius Villius Tappulust választják consulnak.
- A második római-makedón háborúban az előző évi consul, Sulpicius Galba benyomul az Aóosz folyó völgyébe, de nem tudja csatára kényszeríteni a makedónokat. Visszavonul Apollóniába telelni. Utóda, P. Villius consul a csapatok lázadása miatt passzivitásra kényszerül.
- Cnaeus Baebius Tamphilus praetor vereséget szenved a lázadó gall insuberektől.
- Scipio Africanust censorrá és a szenátus fejévé (priceps senatus) választják.

## Fordítás
- Ez a szócikk részben vagy egészben  a(z)   199 av. J.-C. című francia Wikipédia-szócikk ezen változatának fordításán alapul.  Az eredeti cikk szerkesztőit annak laptörténete sorolja fel. Ez a jelzés csupán a megfogalmazás eredetét és a szerzői jogokat jelzi, nem szolgál a cikkben szereplő információk forrásmegjelöléseként.